# Mario Botta
Mario Botta (Mendrisio, 1 april 1943) is een Zwitsers architect, geboren in het Italiaanstalige kanton Ticino. Samen met Aurelio Galfetti, Luigi Snozzi en Livio Vacchini maakt hij deel uit van de 'Tessiner School'. 

## Loopbaan
Hij studeerde aan het Liceo Artistico in Milaan en het Istituto Universitario di Architettura in Venetië. Zijn ideeën zijn beïnvloed door Le Corbusier, Carlo Scarpa en Louis Kahn. Hij begon zijn eigen architectenbureau in 1970 in Lugano, Zwitserland.
In Nederland bouwde hij eind jaren 90 het kantoren- en appartementencomplex La Fortezza aan de Avenue Céramique in Maastricht en in 2008 het appartementencomplex La Vista in Cruquius (Haarlemmermeer).

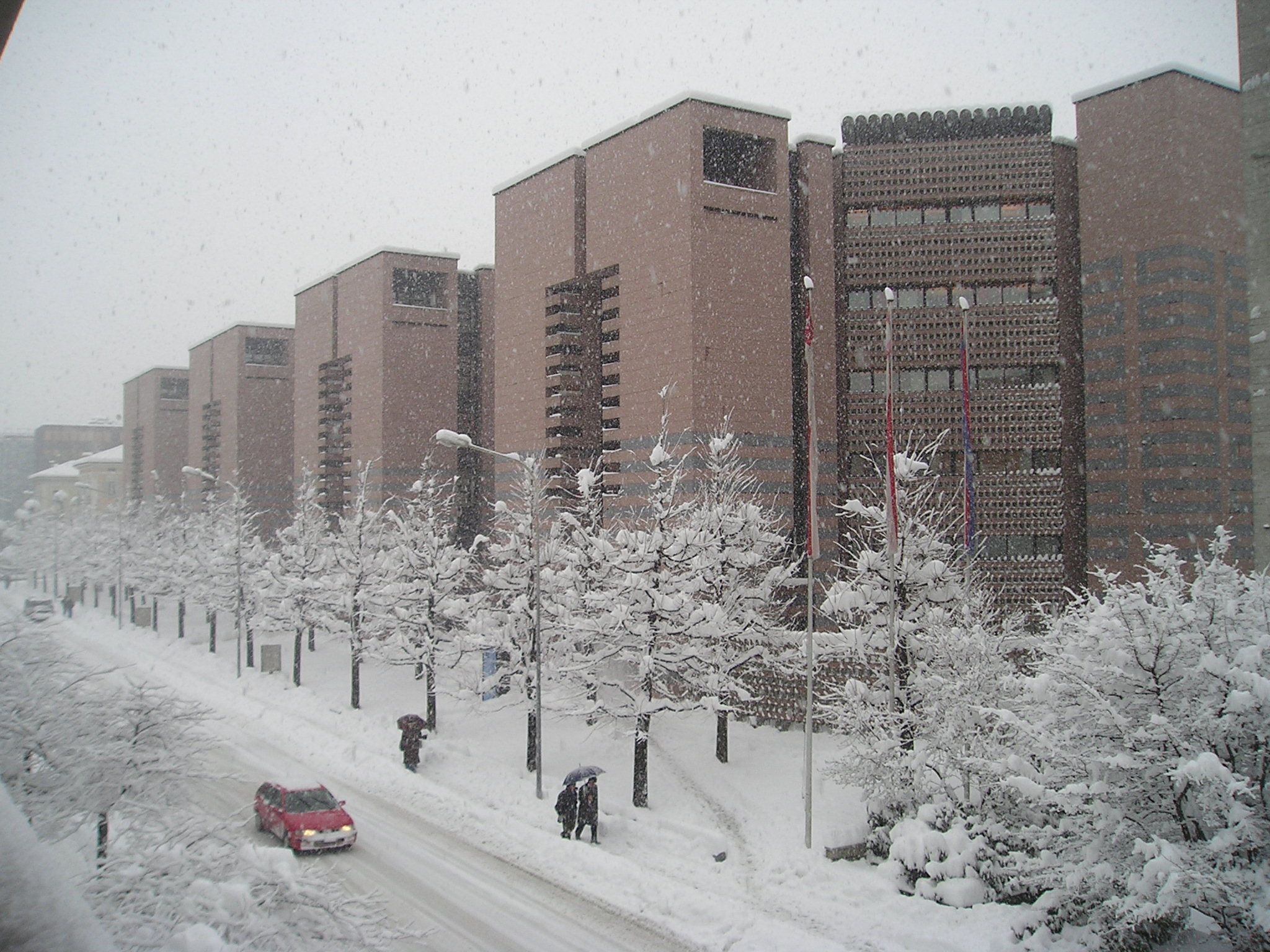
Hoofdkantoor Gotthardbank in Lugano (Ticino), 1982-87
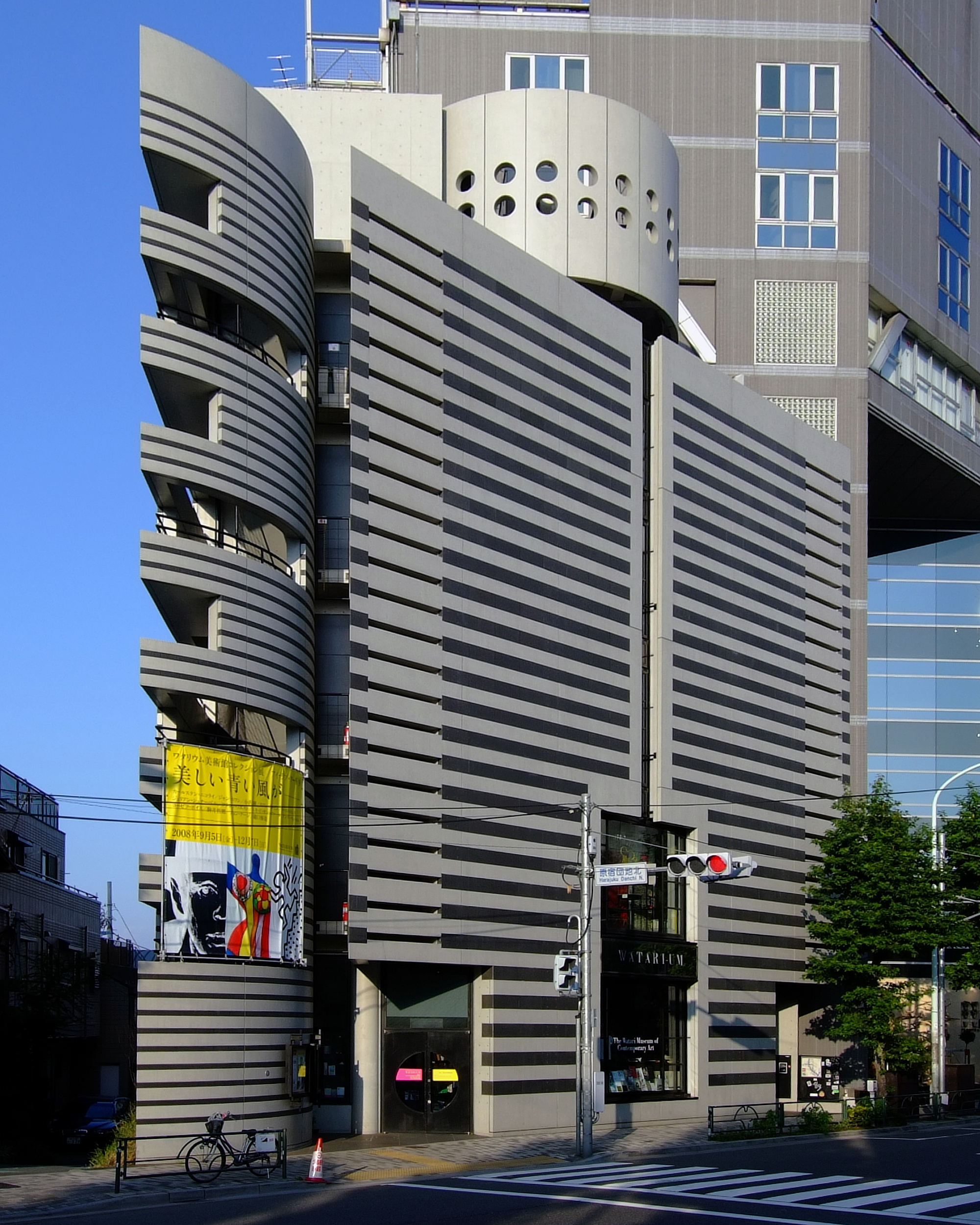
Watarimuseum voor hedendaagse kunst in Shibuya-ku (Tokyo), ontwerp 1990
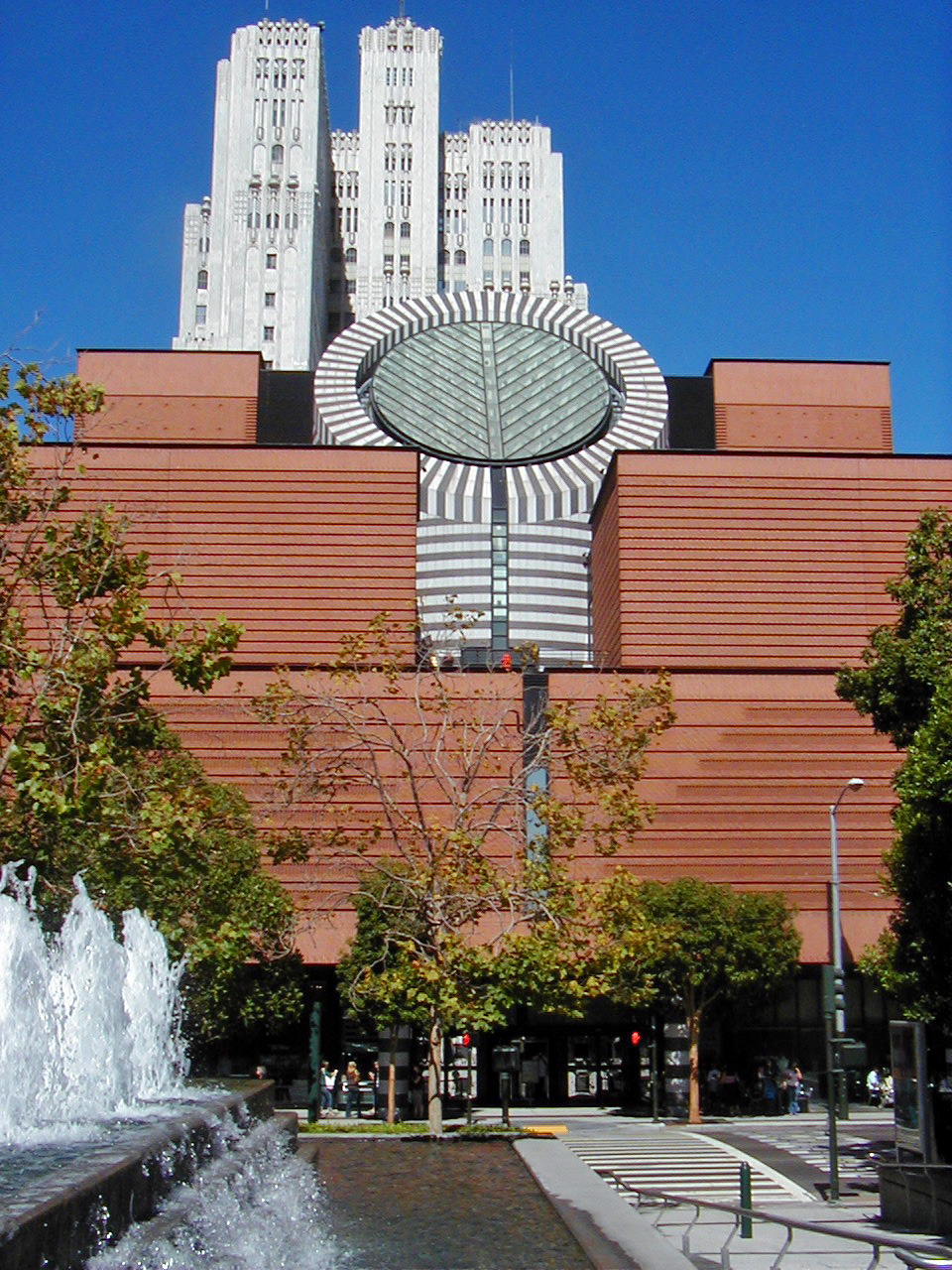
San Francisco Museum of Modern Art, 1990-95
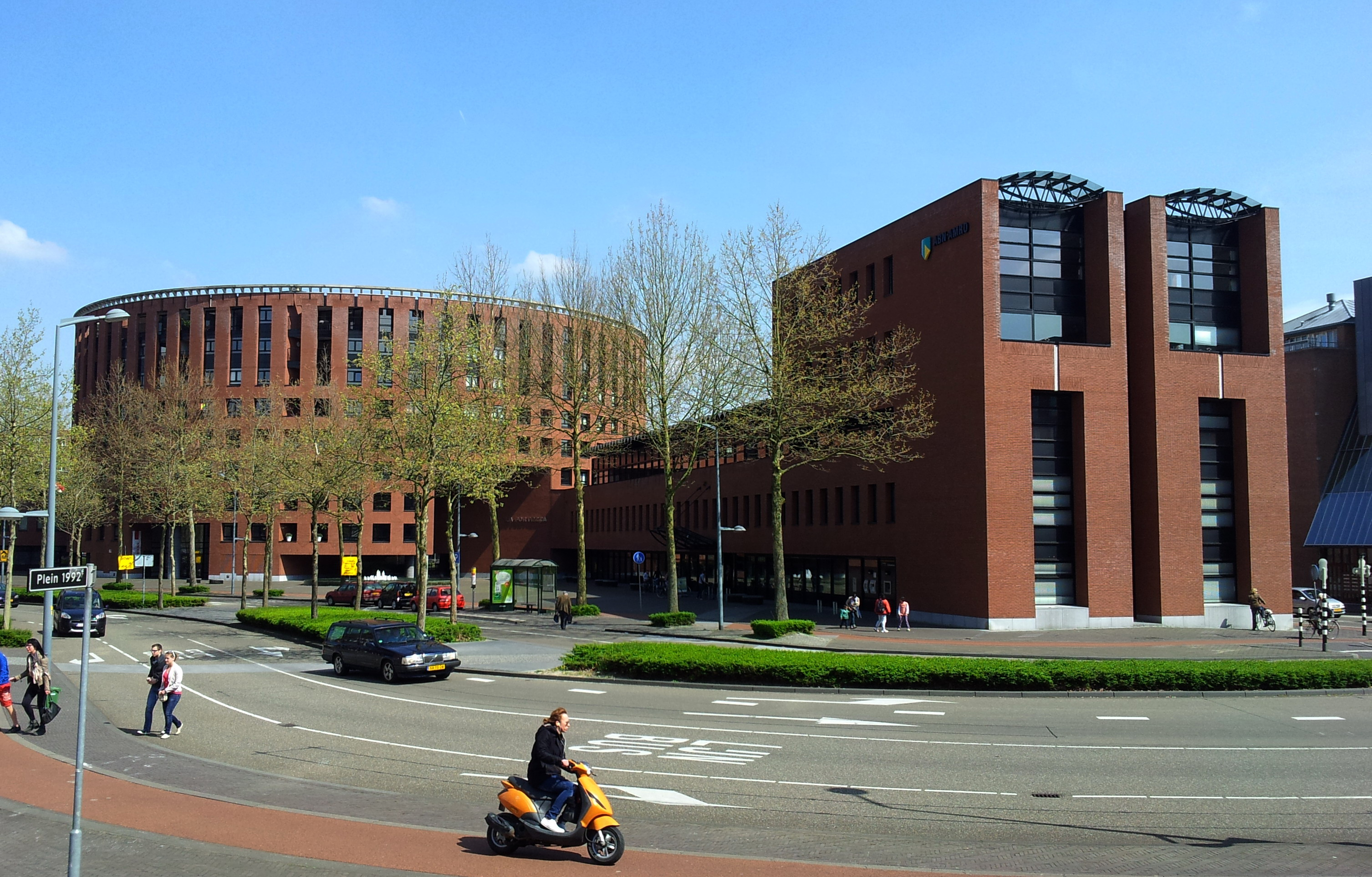
La Fortezza, Maastricht-Céramique, 1991-99
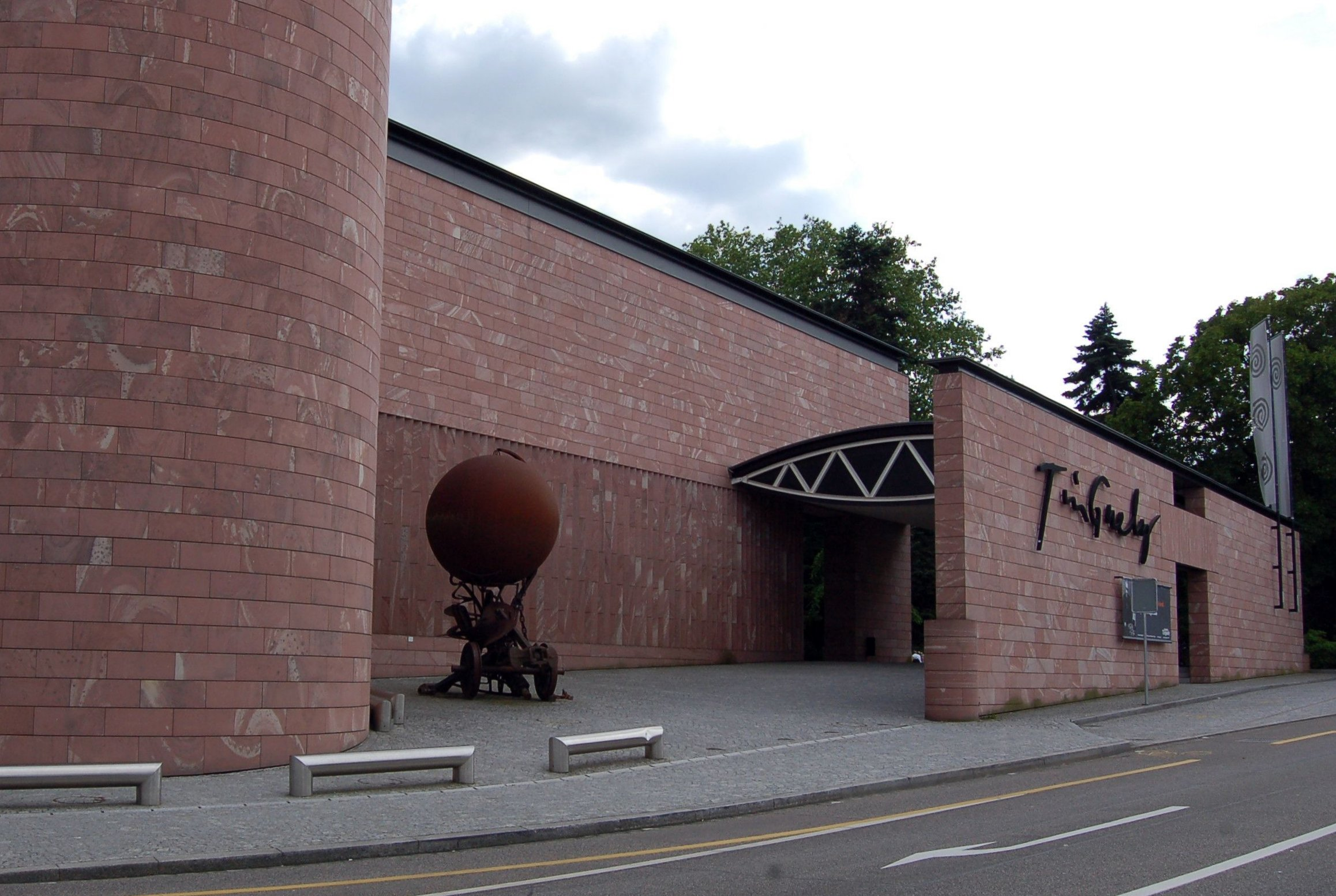
Museum Tinguely, Bazel, 1995-96
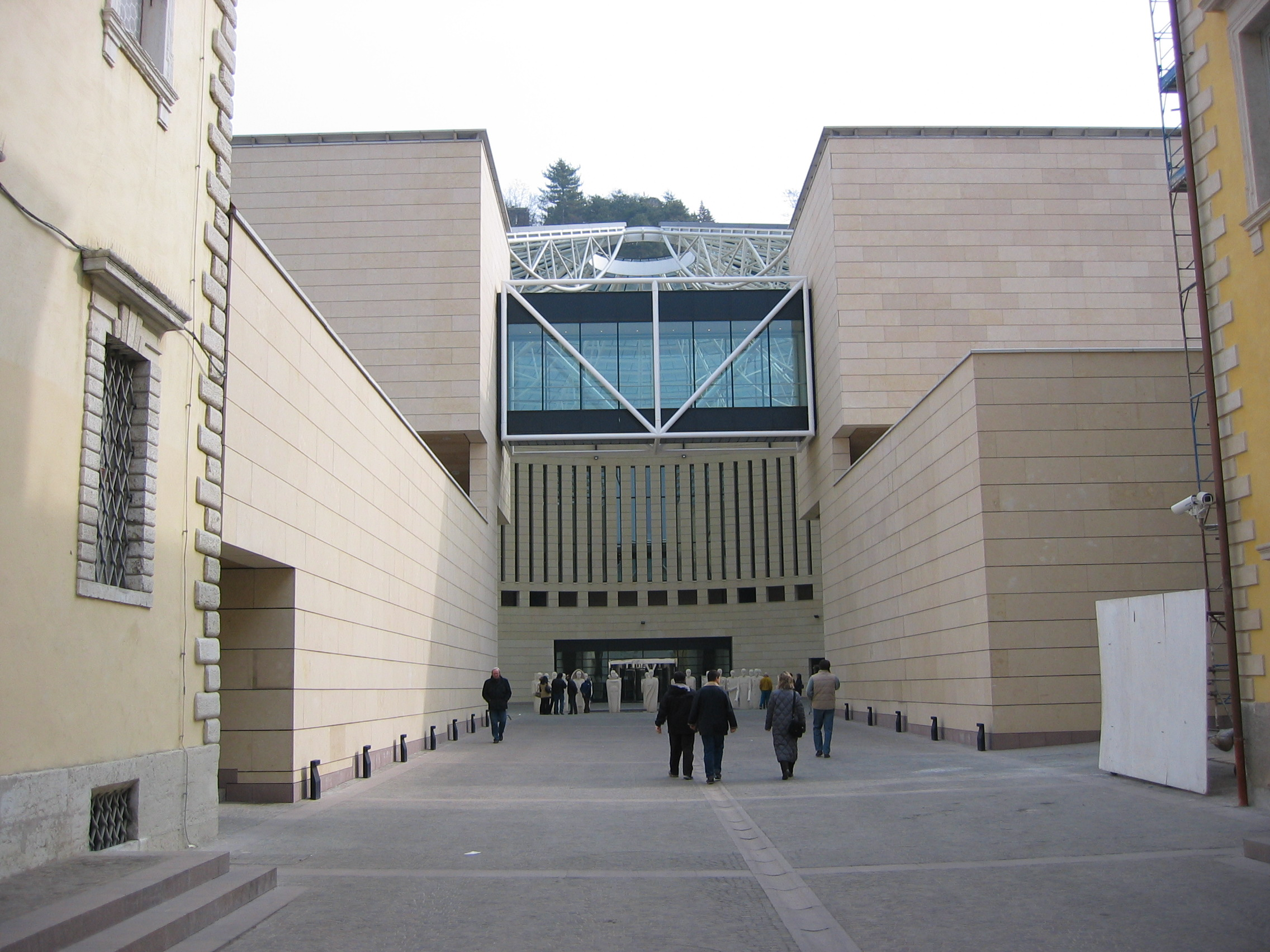
MART, museum voor hedendaagse kunst, Rovereto, 2002
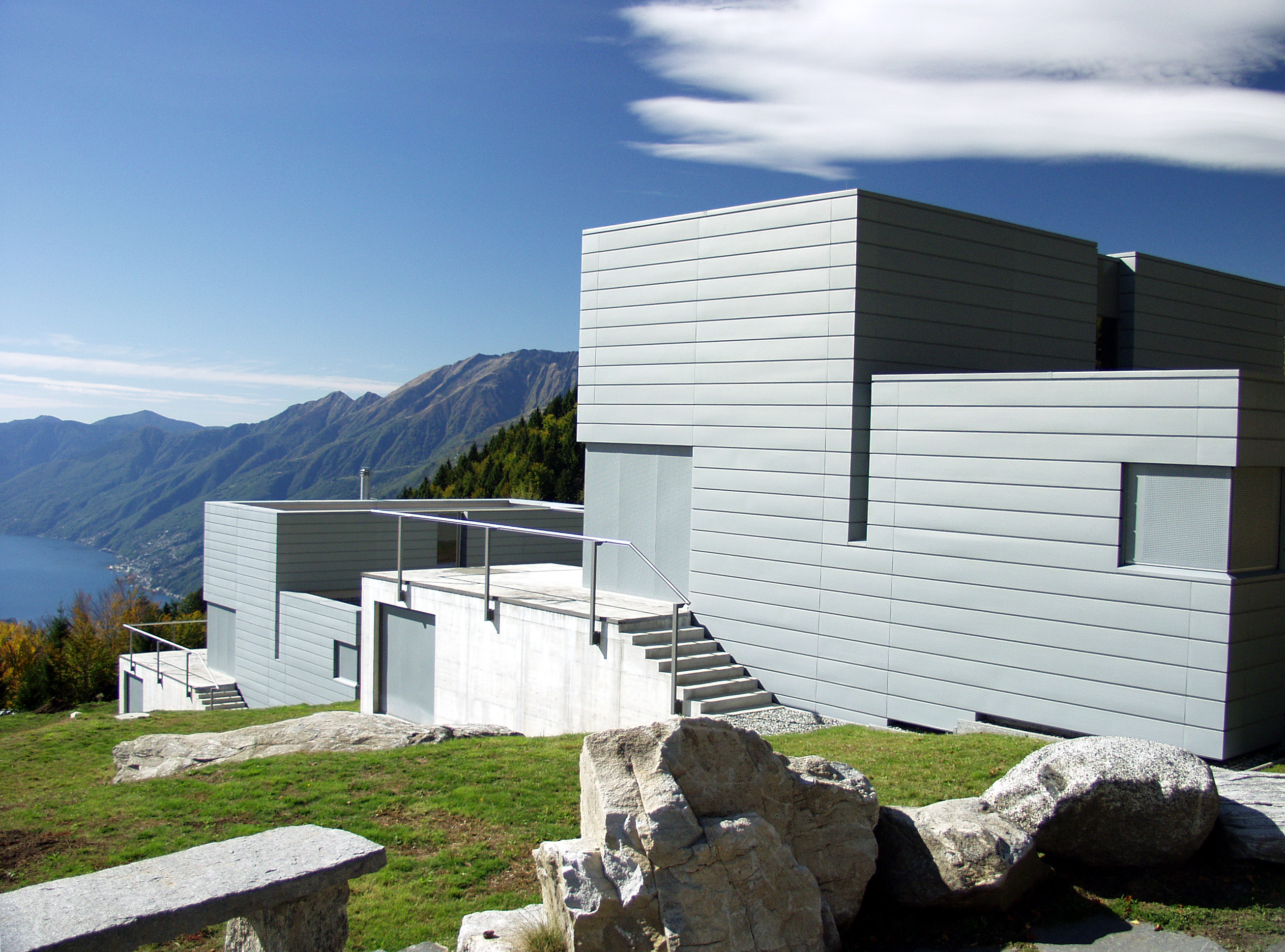
Woonhuizen in Locarno (Ticino), 2002